# Grottaglie
Grottaglie város (közigazgatásilag comune) Olaszország Puglia régiójában, Taranto megyében.

## Fekvése
A város a Salentói-félsziget elején helyezkedik el. A vidék domborzata erősen tagolt, számos karsztformával (szurdokok, búvópatak, barlangok stb.)

## Történelme
Grottaglie neve a latin Cryptae Aliae-ból származik, amelynek jelentése "sok barlang". Ezeket a barlangokat – a régészeti leletek alapján bizonyított, hogy már a paleolitikumban lakták. A település első írásos emléke a kora középkorból származik: Casale Cryptaleum. Valószínűleg a szaracénok elől menekülő apúliai lakosok alapították. A normannok a 11. században hűbéri birtoknak nyilvánították, majd a tarantói érsekségnek ajándékozták. A 14. században épültek fel a várost védő falak, valamint a Castello Episcopio (Püspöki kastély) és a Chiesa Matrice (Szűzanya-templom). A 15-17. századokban a hűbéri birtokra igényt tartott több nemesi család is, emiatt gyakoriak voltak az érsekséggel vívott csaták. A település 1806-ban lett önálló, amikor a Nápolyi Királyságban felszámolták a feudalizmust.
1938 és 1940 között Grottaglie repülőterén kaptak kiképzést a Magyar Királyi Légierő pilótanövendékei.

## Népessége
A népesség számának alakulása:

## Látnivalók
- a 13. századi Castello Episcopio
- az 1379-ben épült nagytemplom
- nemesi paloták: Palazzo Cicinelli, Palazzo Urselli, Palazzo Blasi, Palazzo Maggiuli-Cometa
- a San Francesco di Paola-kolostor, a város legjelentősebb barokk műemléke
- az 1530-ban épült Santa Maria del Carmine-templom

## Közlekedés
A község területén fekszik a Taranto-Grottaglie repülőtér.